# MFB (Baarn)
MFB is een historisch merk van bromfietsen.
MFB: Motoren Fabriek Bach, Baarn, later Soest.
Nederlands bedrijf dat vanaf ca. 1949 de Victoria FM38L-zijboordmotor importeerde. Later werden er ook “normale” bromfietsen geproduceerd, maar dat waren in licentie gebouwde Victoria Vicky-modellen. In 1958 werd de productie beëindigd.
Voor andere merken met deze naam, zie MFB (Bologna) - MFB (Duitsland) - MFB (Hamburg).